# Eublemma exanimis
Eublemma exanimis là một loài bướm đêm trong họ Erebidae.